# Podul Elisabeta din Cluj
Podul Elisabeta (în maghiară Erzsébet híd) este un pod pietonal peste râul Someșul Mic, situat în apropierea clădirii Teatrului Maghiar de Stat și a Operei Maghiare din Cluj-Napoca. Podul de fier are 35 m lungime și 1,5 m lățime și face parte din drumul care urcă spre Cetățuie.

## Istoric
Ideea construirii unui pod peste Someșul Mic care să realizeze o legătură între Cetățuia, locul unde se afla garnizoana militară, cu partea de jos a orașului datează încă de la 1800. Punerea în practică a acestei idei a durat însă îndelungată. Un prim proiect al podului a fost realizat în 1884 de istoricul maghiar László Kőváry (1819-1907), membru al Academiei Maghiare de Științe. În anul 1899 Primăria orașului Cluj a dorit să comemoreze moartea împărătesei Elisabeta („Sissi”), ucisă cu un mai înainte la Geneva de anarhistul Luigi Lucheni, și a hotărât construirea, din fonduri proprii și din contribuțiile orășenilor, a unui spațiu de promenadă pe dealul Cetățuia în memoria împărătesei. Cultul împărătesei Elisabeta era extins la acea vreme în Austro-Ungaria, iar în mai multe părți ale imperiului au fost construite monumente care să comemoreze moartea ei. Spațiul de promenadă a fost amenajat după proiectul lui Lajos Pákei, arhitectul șef al orașului: au fost trasate alei, au fost plantați pomi și a fost amplasat un bust al împărătesei Elisabeta, realizat de sculptorul maghiar Alajos Strobl și dezvelit în 1901.
După terminarea străzii Elisabeta (în maghiară Erzsébet út), orașul nu era în situația de a o putea lega de Parcul Central printr-un pod peste Someșul Mic. Astfel, Asociația de Înfrumusețare a orașului Cluj a decis să construiască în 1902 un pod pietonal care să ducă la drumul în serpentine amenajat în coasta dealului Cetățuii. Au fost emise acțiuni pentru finanțarea construcției. La apelul Asociației de Înfrumusețare, mai multe companii s-au înscris la licitația pentru construirea unui pod: Schlick, Danubius, Nicolson și Ágoston Demjén au propus un pod de fier, podul de fier, József Mayer un pod de fier și lemn, iar Samu Pollák un pod de beton. Primăria orașului a acceptat proiectul lui Schlick și a încheiat contract pentru un pod de 35 m lungime, 1,5 m lățime și o singură deschidere. Temelia de piatră a fost construită de antreprenorul Mihály Székely. Construirea podului a început în luna mai și a fost terminată la 6 august. După o repetiție care a avut loc pe 17 august, podul a fost inaugurat solemn pe 21 august, la ora 8 dimineața, în prezența primarului Géza Szvacsina și a numeroși participanți. Podul a primit numele împărătesei Elisabeta, fiind construit la capătul străzii.
În timpul celui de-al Doilea Război Mondial, în noaptea dintre 10 și 11 octombrie 1944, trupele germane în retragere l-au aruncat în aer, împreună cu celelalte poduri de pe Someș, datorită apropierii Armatei Sovietice. Locuitorii străzii Cetățuii au trecut o vreme de pe un mal pe celălalt pe niște scânduri puse pe resturile podului prăbușite în albia Someșului. Podul a fost refăcut în a doua jumătate a anilor 1940. Bustul împărătesei Elisabeta a fost demontat în primii ani după instaurarea comunismului în România și a fost regăsit abia în 2012 în subsolurile palatului Banffy, care adăpostește Muzeul de Artă din Cluj-Napoca.
Podul a fost renovat din nou în anii 1980 și apoi în vara anului 2011, când a fost prevăzut și cu iluminat decorativ. În acel an, urmând modelul celebrului Pont des Arts din Paris, a devenit un lucru obișnuit ca îndrăgostiții să monteze un lacăt pe pod și să arunce cheile în râu. Alegerea acestui pod ca pod al îndrăgostiților s-a datorat folclorului urban care menționează că soldații din garnizoană se întâlneau cu tinerele fete în zilele de sărbătoare sau la sfârșit de săptămână la Podul Elisabeta, farmecului romantic al unei epoci imperiale apuse și a faptului că este cel mai vechi pod din oraș. Podul Elisabeta a fost cuprins în 2012 în Proiectul de intervenție culturală „Fuga în pas minor” al colectivului Galeria A1, fiind instalați cu acest prilej 500 de clopoței pe cabluri de oțel.

## Galerie

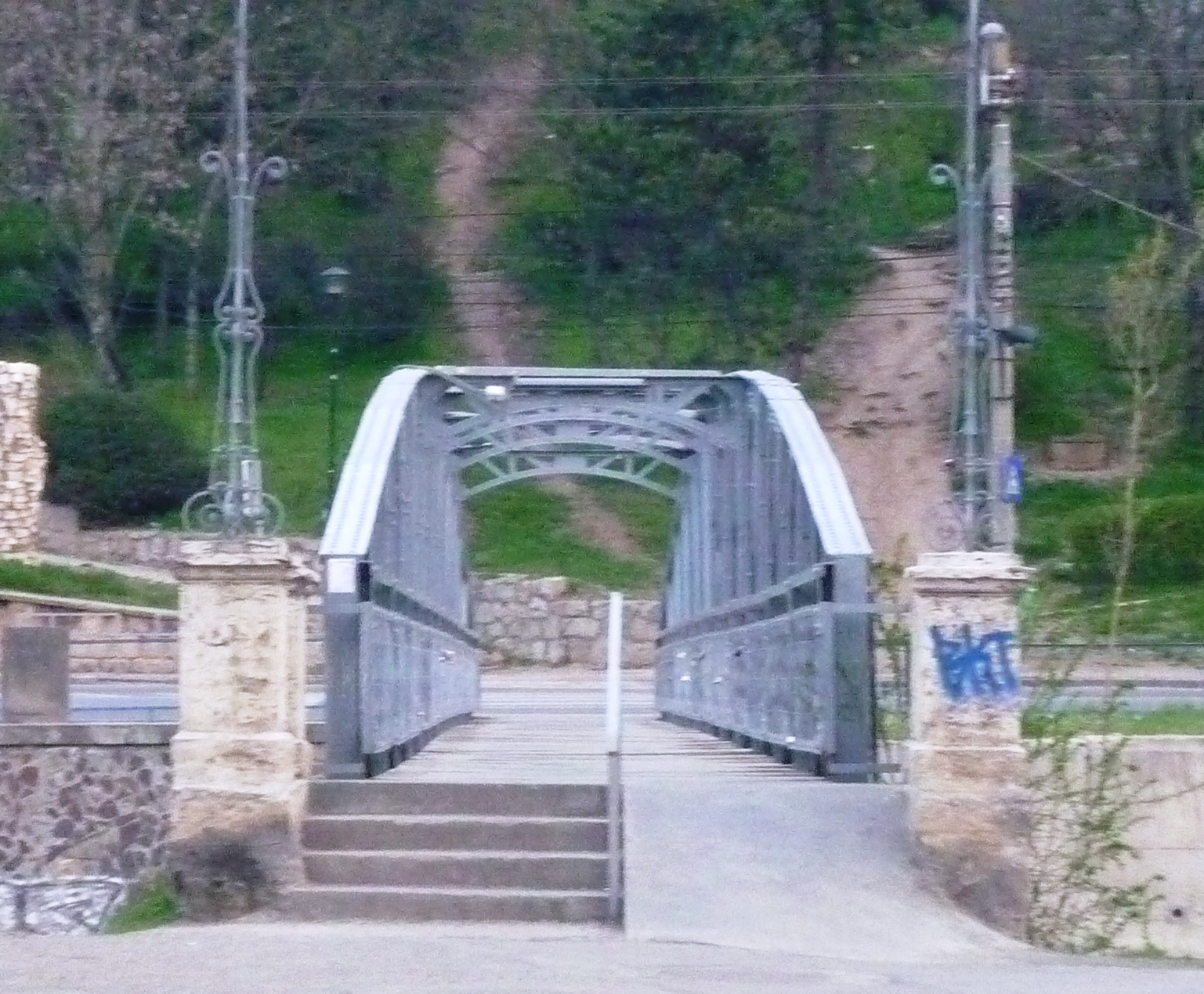
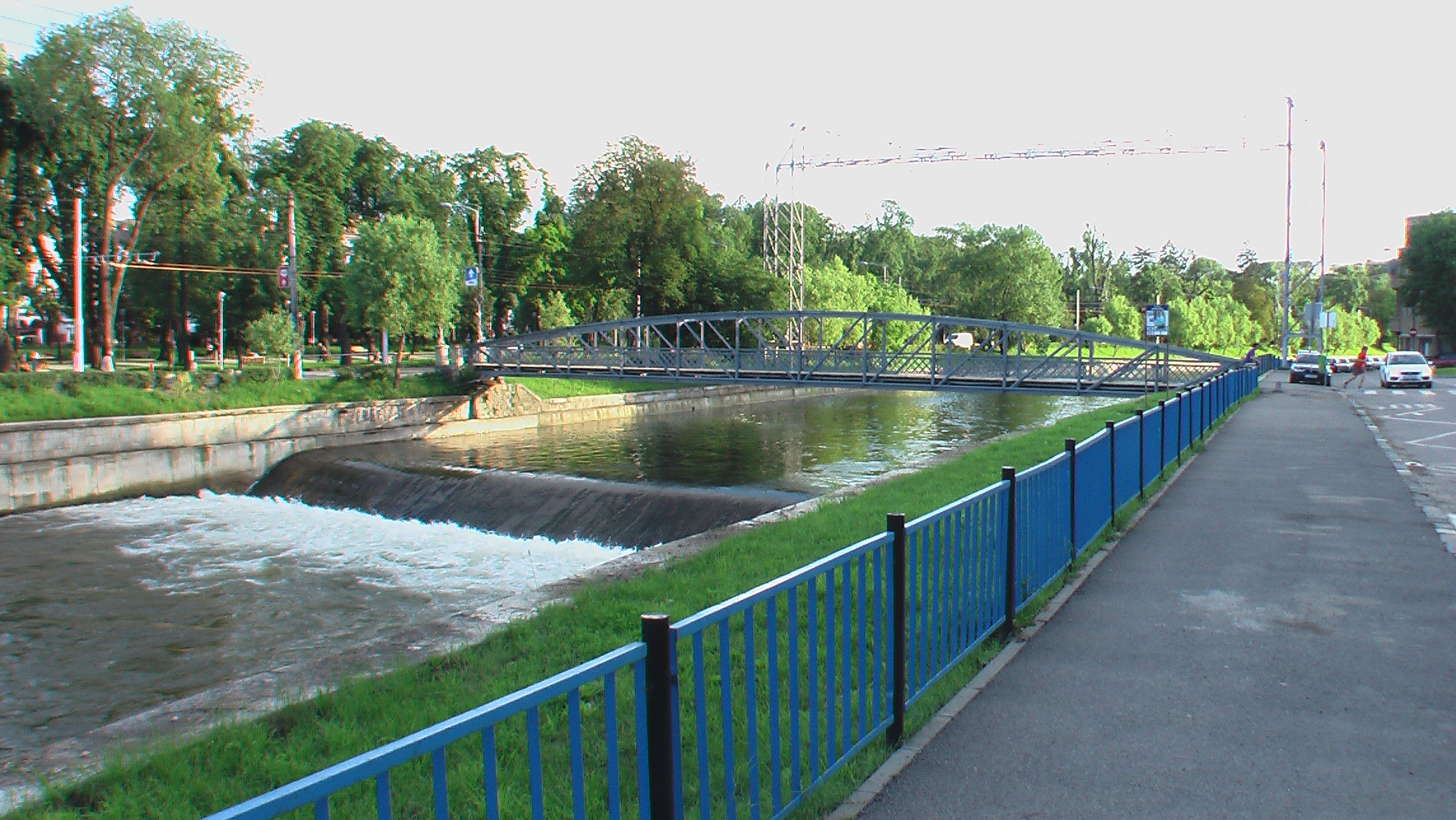
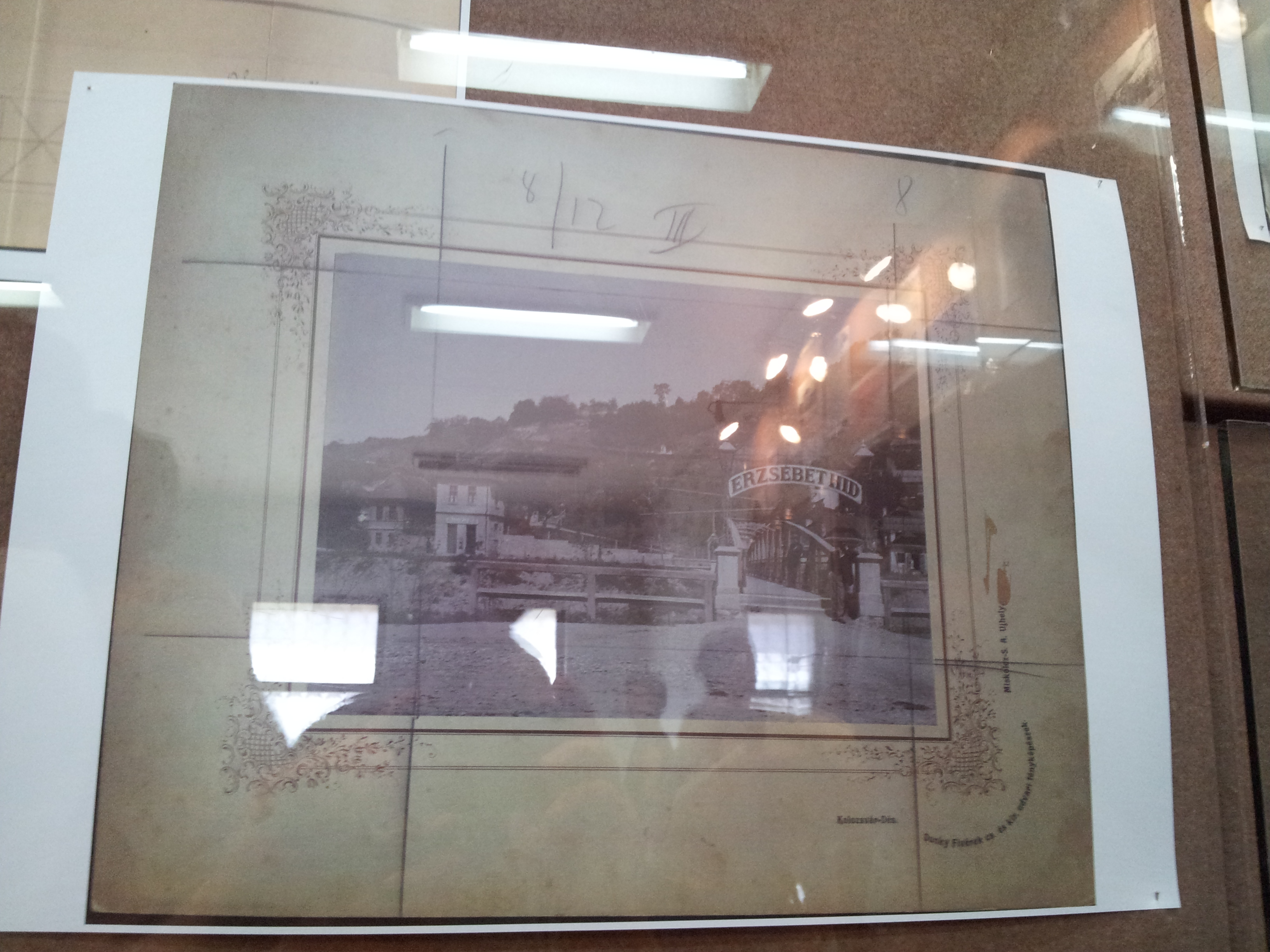
Podul Elisabeta într-o fotografie veche
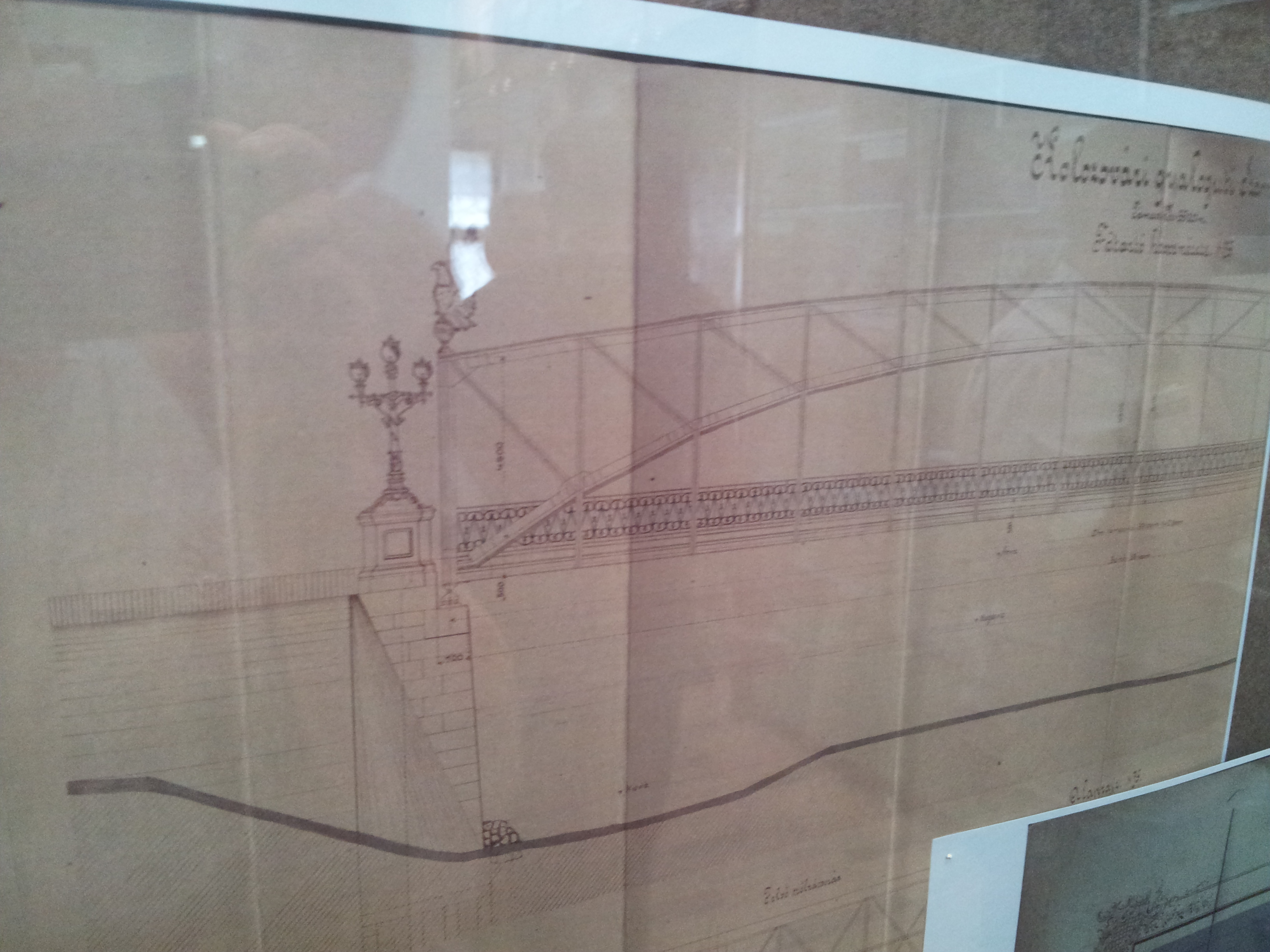
Planul original